# Chrobry-Park

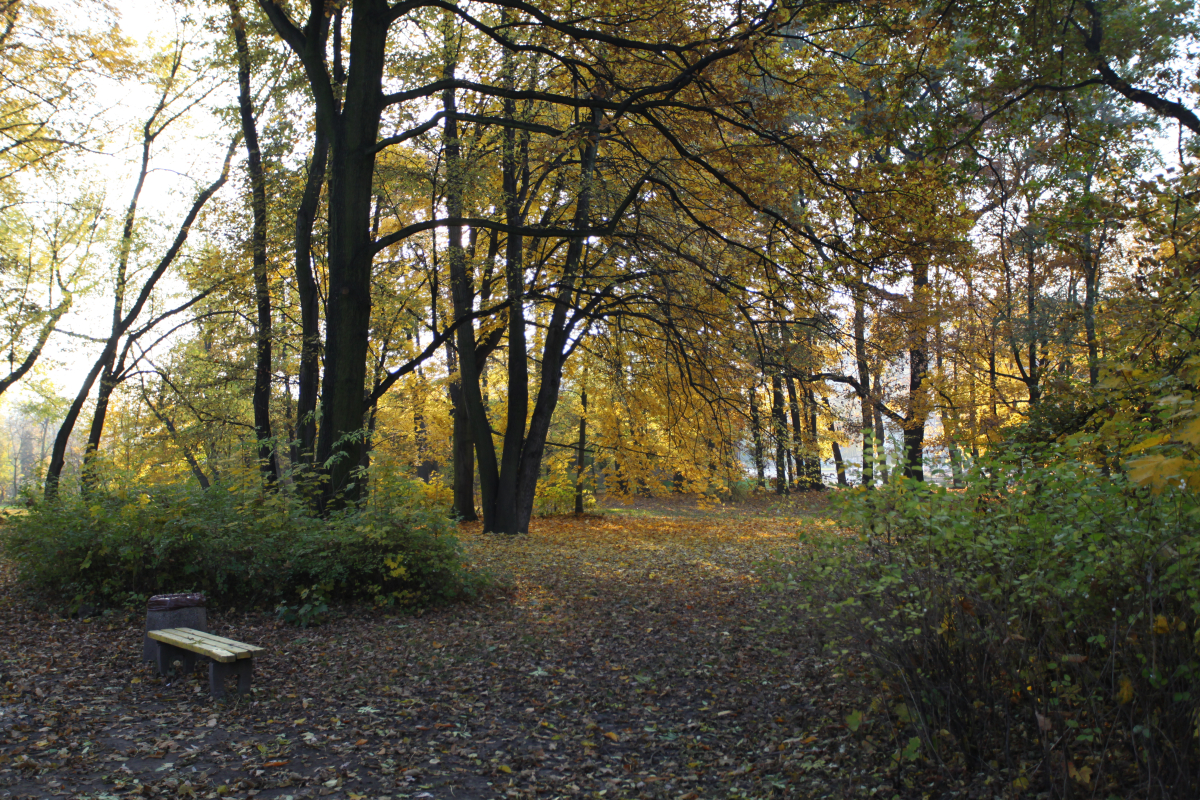
Der Chrobry-Park

Der Bolesław-Chrobry-Park  ist ein 10,1 Hektar großer Park im Stadtzentrum von Gliwice (Gleiwitz) und ist der größte Park der Stadt. Der Chrobry-Park befindet sich südlich der Klodnitz im Stadtteil Politechnika (Technische Universität). Bis 1945 hieß die Parkanlage Kaiser-Wilhelm-Park (Wilhelmpark).

## Geschichte und Beschreibung
Der Kaiser-Wilhelm-Park wurde von 1913 bis 1915 im Stil eines Landschaftsparks mit einer Größe von 1247 Ar und 78 Quadratmetern (12,48 Hektar) angelegt. Trotz der kurz darauf abgeschafften Monarchie behielt der Park seinen Namen bis 1945. Im Park wurden eine Sportanlage mit Freibad und Stadion errichtet, in der in den nächsten Jahrzehnten mehrfach Sportfeste und Wettbewerbe für die Stadt und die ganze Provinz Oberschlesien stattfanden. Die städtische Freibadeanstalt eröffnete 1923. Das Schwimmbecken hatte eine Länge von 125 Metern und eine Breite von 56 Metern. Die Liegewiesen waren 40.000 Quadratmeter groß. Neben dem Freibad wurde ein Gondelteich angelegt, der in den Wintermonaten als Eislaufbahn genutzt werden konnte.
1928 wurde das Germaniadenkmal von 1874 vom Germaniaplatz (der heutige Plac Piastów) in den Wilhelmpark umgesetzt. Nach 1945 wurde es abgebaut.
Im Laufe der Jahre wurde der Park erheblich verkleinert, an der Stelle des Freibads und des Gondelteichs wurde eine Eislaufbahn errichtet, an der Stelle des Stadions wurde die Mehrzweckhalle Arena Gliwice erbaut.
Von 2017 bis 2018 wurde der Park saniert und umgestaltet. Die Wege wurden erneuert, 37 neue Bäume, neue Stauden, Zwiebelpflanzen und Sträucher gepflanzt, neue Sitzbänke und Liegestühle aufgestellt und ein neuer Spielplatz angelegt. Auch ein Bouleplatz, eine Discgolfanlage, eine Rollschuhbahn, eine Freiluft-Fitness-Anlage und ein Trimm-Dich-Pfad wurden angelegt.
Derzeit wachsen im Park etwa 2000 Bäume, darunter die Arten: Ahorn, Birken, Buchen, Eschen, Eichen, Erlen, Fichten, Flügelnüsse, Ginkgos, Hainbuchen, Haselnüsse, Judasbäume, Kastanien, Kiefern, Linden, Platanen, Robinien, Tulpenbäume, Ulmen, Urweltmammutbäume, Walnüsse, Weiden und Weißdorn.